# Sant'Elena, Ascensione e Tristan da Cunha
Sant'Elena, Ascensione e Tristan da Cunha (in inglese: Saint Helena, Ascension and Tristan da Cunha) è un territorio d'oltremare del Regno Unito del quale fanno parte le isole di Sant'Elena e Ascensione e l'arcipelago di Tristan da Cunha. Il territorio era chiamato Sant'Elena e Dipendenze (Saint Helena and Dependencies) fino al 1º settembre 2009, quando la nuova Costituzione assegnò alle tre isole uno status di pari dignità.

## Suddivisioni amministrative
Amministrativamente (e da un punto di vista geografico) il territorio è diviso in tre parti, ciascuna delle quali è governata da un consiglio. Il governatore della dipendenza presiede il Consiglio legislativo di Sant'Elena ed è rappresentato da un amministratore sia ad Ascensione che a Tristan da Cunha. Ciascuno di questi ultimi presiede un Consiglio nella propria isola.
| Suddivisione     | Area (km2) | Popolazione | Capoluogo                | Codice ISO alpha-2 | Codice ISO alpha-3 |
| ---------------- | ---------- | ----------- | ------------------------ | ------------------ | ------------------ |
| Sant'Elena       | 122        | 4 255       | Jamestown                | SH                 | SHN                |
| Ascensione       | 91         | 1 122       | Georgetown               | AC                 | ASC                |
| Tristan da Cunha | 207        | 284         | Edimburgo dei Sette Mari | TA                 | TAA                |
| Totale           | 420        | 5 661       | Jamestown                | SH                 | SHN                |

Sant'Elena, a sua volta, è suddivisa in 8 distretti.

## Storia
Le isole di Sant'Elena, Ascensione e Tristan da Cunha, che da un punto di vista geologico sono tutte di origine vulcanica, sono ex colonie del Regno d'Inghilterra, ma sono state scoperte separatamente da esploratori portoghesi fra il 1502 e il 1504.

## Mappe

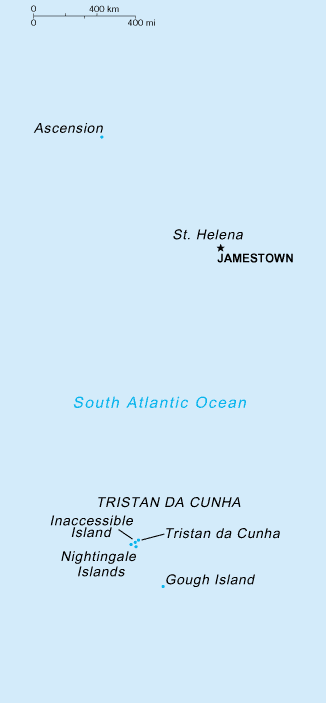
Una mappa che mostra la posizione di tutte e tre le isole
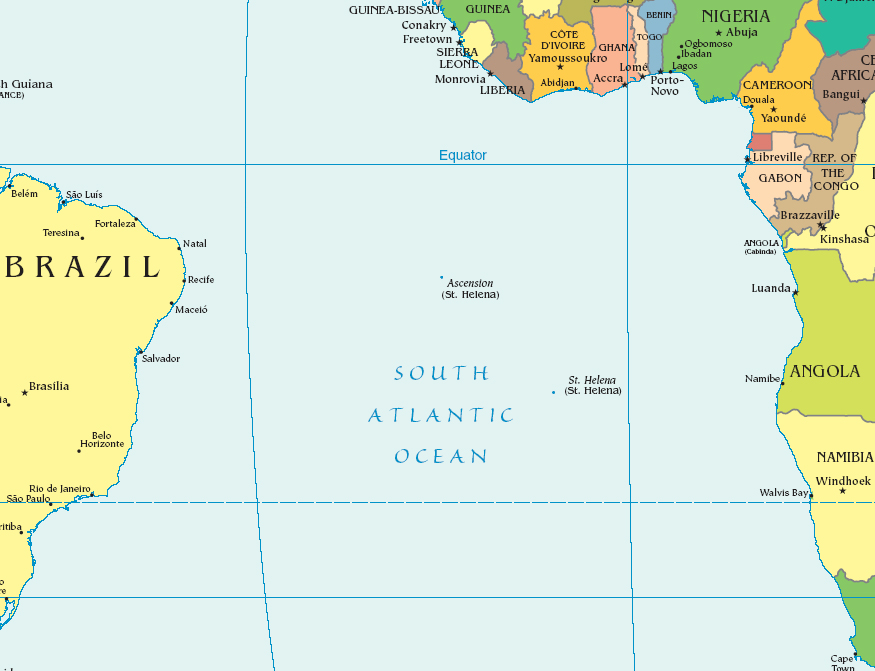
Posizione delle isole di Sant'Elena e Ascensione
Mappa di Sant'Elena
Mappa di Ascensione
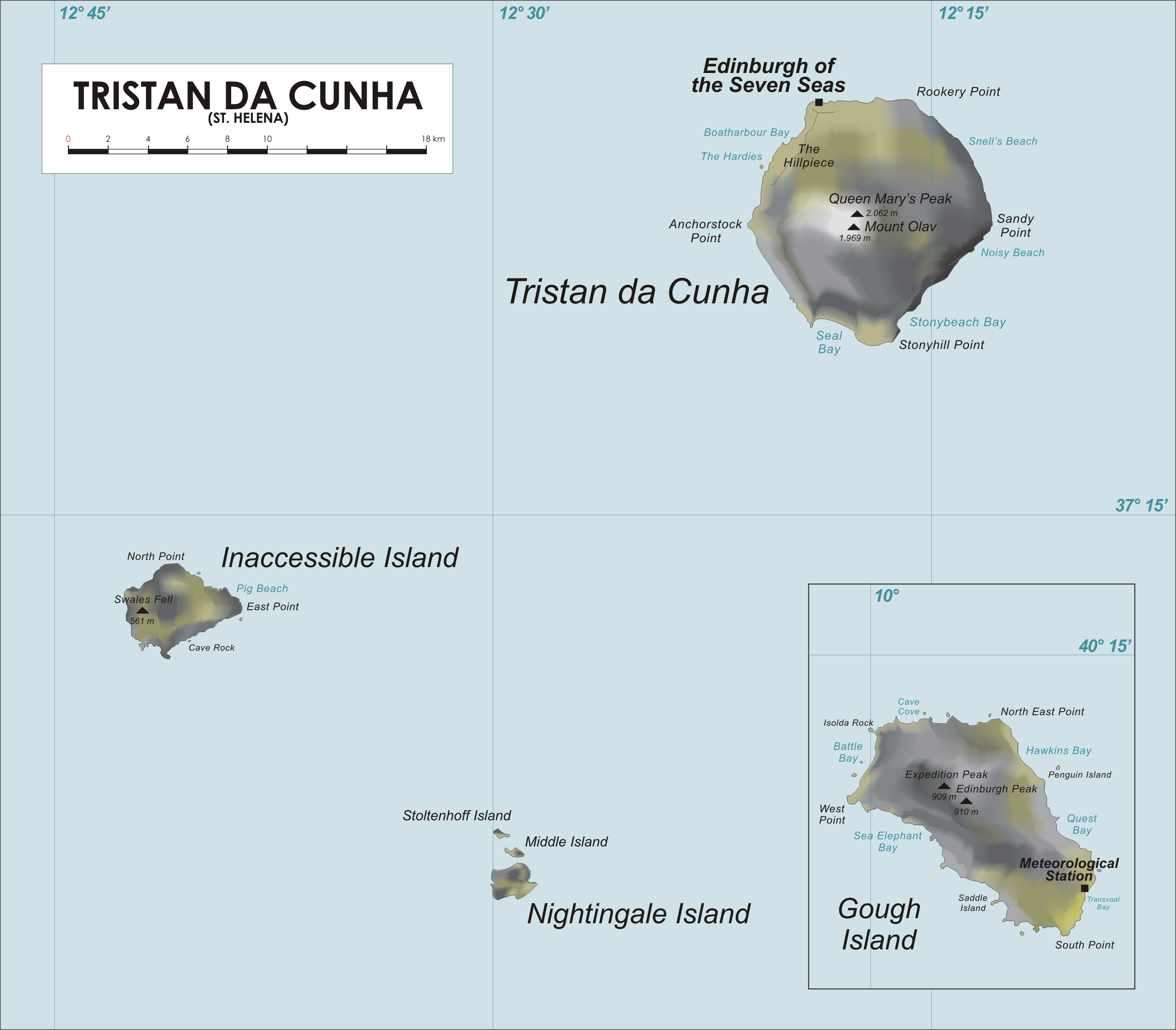
Mappa di Tristan da Cunha